# Гутау
Гутау (нем. Gutau) — ярмарочная коммуна (Marktgemeinde) в Австрии, в федеральной земле Верхняя Австрия.
Входит в состав округа Фрайштадт. Население составляет 2704 человека (на 31 декабря 2005 года). Занимает площадь 45,44 км². Официальный код — 40 603.

## Политическая ситуация
Бургомистр коммуны — Йозеф Линднер (СДПА) по результатам выборов 2003 года.
Совет представителей коммуны (нем. Gemeinderat) состоит из 25 мест.
- СДПА занимает 12 мест.
- АНП занимает 12 мест.
- АПС занимает 1 место.